# Kanton Villejuif-Est
Kanton Villejuif-Est is een voormalig kanton van het Franse departement Val-de-Marne. Kanton Villejuif-Est maakte deel uit van het arrondissement L'Haÿ-les-Roses en telde 20842 inwoners (1999). 
Het werd opgeheven bij decreet van 17 februari 2014 met uitwerking in maart 2015 .

## Gemeenten
Het kanton Villejuif-Est omvatte enkel een deel van de gemeente Villejuif.